# Adamawa-gerle
Az Adamawa-gerle (Streptopelia hypopyrrha) a madarak osztályának galambalakúak (Columbiformes) rendjéhez és a galambfélék (Columbidae) családjához tartozó faj.

## Rendszerezése
A fajt Anton Reichenow német ornitológus írta le 1910-ben, a Turtur nembe Turtur hypopyrrhus néven.

## Előfordulása
Nyugat-Afrikában, Kamerun, Nigéria és  Togo területén honos. Természetes élőhelyei a szubtrópusi vagy trópusi szavannák és cserjések, valamint szántóföldek és vidéki kertek. Állandó, nem vonuló faj.

## Megjelenése
Átlagos testhossza 31 centiméter, testtömege 147-187 gramm.

## Természetvédelmi helyzete
Az elterjedési területe nagyon nagy, egyedszáma pedig stabil. A Természetvédelmi Világszövetség Vörös listáján nem fenyegetett fajként szerepel.